# Chiromyza nigra
Chiromyza nigra är en tvåvingeart som beskrevs av Mario Bezzi 1922. Chiromyza nigra ingår i släktet Chiromyza och familjen vapenflugor.
Artens utbredningsområde är Ecuador. Inga underarter finns listade i Catalogue of Life.